# Wyższa Szkoła Ekonomii i Informatyki w Krakowie
Wyższa Szkoła Ekonomii i Informatyki w Krakowie (WSEI Kraków) – krakowska uczelnia niepubliczna, działająca od 2000 roku, wpisana 14 kwietnia 2000 r. do rejestru uczelni niepublicznych, prowadzonego przez Ministra Nauki i Szkolnictwa Wyższego pod numerem 177.
Celem uczelni jest głównie przygotowanie studentów do natychmiastowego podjęcia pracy w zakresie zarządzania, finansów lub informatyki stosowanej. Na WSEI prowadzone są studia pierwszego stopnia (licencjackie i inżynierskie) oraz drugiego stopnia (magisterskie). Edukacja oparta jest na ścieżce praktycznej - program nauczania opracowywany jest wspólnie z firmami, potencjalnymi pracodawcami studentów uczelni, oraz organizacjami branżowymi. Wśród nich są m.in. Microsoft i Polskie Stowarzyszenie Księgowych w Polsce. 
Uczelnia została dwukrotnie sklasyfikowana jako najlepsza uczelnia niepubliczna w Małopolsce w ocenie pracodawców (rankingi WPROST 2014, 2015). Podczas jubileuszowej X edycji Ogólnopolskiego Konkursu i Programu Certyfikacji Szkół Wyższych Wyższa Szkoła Ekonomii i Informatyki w Krakowie została nagrodzona Certyfikatem UCZELNI LIDERÓW 2020.

## Kierunki studiów i specjalności

### Studia pierwszego stopnia
Informatyka stosowana (studia inżynierskie)
- Programowanie aplikacji
- Programowanie i analiza danych
- Sieci komputerowe
- Gry komputerowe i multimedia

Logistyka (studia inżynierskie)
- Międzynarodowy transport i spedycja
- Logistyka w e-commerce

Zarządzanie (studia licencjackie)
- Promocja i social media
- Zarządzanie sprzedażą
- Digital Marketing
- Zarządzanie projektami innowacyjnymi
- Psychologia w biznesie
- Zarządzanie zasobami ludzkimi
- Logistyka krajowa i międzynarodowa
- International Marketing and Sales
- Controlling finansowy

Finanse i Rachunkowość (studia licencjackie)
- Controlling finansowy
- Rachunkowość przedsiębiorstw
- Kadry i płace
- Księgowość małej firmy
- Finanse międzynarodowe

Bezpieczeństwo Wewnętrzne (studia licencjackie)
- Bezpieczeństwo w cyberprzestrzeni
- Służby specjalne i policyjne

### Studia drugiego stopnia
Zarządzanie (studia magisterskie)
- Marketing Next Tech
- HR i business coaching
- Technologie informatyczne w zarządzaniu
- Audyt i controlling w zarządzaniu

Informatyka stosowana (studia magisterskie)
- Cyfrowa transformacja biznesu
- Cyberbezpieczeństwo przedsiębiorstw
- Sztuczna inteligencja

## Studenckie inicjatywy
Studenci WSEI zdobywają doświadczenie samodzielnie organizując lub współorganizując takie cykliczne wydarzenia jak:
- WSEICRAFT - jedyny maraton projektowania gier, tzw. hackaton, przeznaczony dla uczniów szkół średnich w Małopolsce. Maraton ma charakter konkursu, w ramach którego w ciągu 24 godzin, 5 osobowe zespoły uczniów, po wcześniejszym przeszkoleniu, projektują trzy gry komputerowe[13].
- YOUNG TECH FESTIVAL - coroczny festiwal & konferencja organizowany przez studentów Wyższej Szkoły Ekonomii i Informatyki, zafascynowanych rozwojem osobistym i nowymi technologiami[14].

## Działalność naukowa
Uczelnia prowadzi Wydawnictwo Wyższej Szkoły Ekonomii i Informatyki, wydając m.in. Zeszyty Naukowe z zakresu szeroko rozumianej problematyki ekonomicznej, o numerze ISSN 1734-5391. Dotychczas wydanych zostało 16 numerów Zeszytów Naukowych. Oprócz zeszytów naukowych, wydawnictwo publikuje także materiały pokonferencyjne i zeszyty dydaktyczne. Na uczelni organizowane są też regularne wykłady otwarte i spotkania z wybitnymi ekonomistami i politykami. Wśród zaproszonych gości znaleźli się m.in.:
- prof. dr hab. Zbigniew Nęcki – psycholog społeczny,
- prof. Jan Czekaj – wiceminister przekształceń własnościowych oraz wiceminister finansów, członek Rady Polityki Pieniężnej,
- prof. dr hab. Ryszard Tadeusiewicz – rektor Akademii Górniczo-Hutniczej,
- prof. dr hab. Danuta Hübner – komisarz ds. Polityki Regionalnej Unii Europejskiej,
- prof. Grzegorz Kołodko – wicepremier i Minister Finansów,
- prof. dr hab. Jerzy Hausner – wicepremier i Minister Gospodarki, Pracy i Polityki Społecznej,
- profesor Biliang Hu – dziekan Instytutu Rynków Wschodzących na Uniwersytecie w Pekinie.

## Konferencje naukowe
Konferencje i spotkania naukowe organizowane przez uczelnię:
- maj 2023 - II edycja Seminarium Młodego Naukowca ,,Wyzwania organizacji XXI wieku” - zorganizowane przez Zakład Zarządzania i Rachunkowości
- kwiecień 2023 - VI Seminarium naukowe ,,Niestabilność otoczenia a zarządzanie i finanse przedsiębiorstwa” - zorganizowane przez Zakład Zarządzania i Rachunkowości
- marzec 2023 - ,,Płaca minimalna – rozwiązanie czy problem?” - debata zorganizowana przez Zakład Zarządzania i Rachunkowości
- czerwiec 2022 - I edycja Seminarium Młodego Naukowca -  wydarzenie zorganizowane przez Zakład Zarządzania i Rachunkowości
- maj 2022 - „Czy inflacja ma granicę?” - debata zorganizowana przez Zakład Zarządzania i Rachunkowości
- kwiecień 2022 - V Seminarium naukowe „Determinanty informacji ekonomicznej w zarządzaniu i finansach przedsiębiorstw w erze COVID – 19”
- styczeń 2021 - Coronavirus and the Cyberspace: a year of changes and challenges
- styczeń 2021 - Virtual Symposium: International Cybersecurity Leadership
- maj 2019 - IV Seminarium naukowe „Współczesne determinanty informacji ekonomicznej w zarządzaniu i finansach przedsiębiorstw”
- listopad 2018 - The speech about „Urban design methods to mitigate air pollution and health impacts”

- maj 2018 - III Seminarium naukowe „Rola informacji ekonomicznej w zarządzaniu i finansach przedsiębiorstw w labilnym otoczeniu”
- maj 2017 - II Seminarium naukowe „Specyfika informacji ekonomicznej i jej rola w finansach oraz zarządzaniu przedsiębiorstwem”

- maj 2016 - Konferencja „Zarządzanie i Finansowanie Procesów Innowacyjnych w XXI wieku” – zorganizowana przez Zakład Zarządzania i Rachunkowości Wyższej Szkoły Ekonomii i Informatyki
- maj 2016 - Konferencja „Service Process Improvement Network”
- kwiecień 2013 - Konferencja w ramach międzynarodowego projektu edukacyjnego DOS-ELTea Masters in Action,
- styczeń-luty 2013 -„Studium Kompetencji Społecznych” – cykl spotkań seminaryjnych dla studentów, nauczycieli i uczniów szkół ponadgimnazjalnych
- maj 2012 - „Aktualne problemy rynku nieruchomości. Koniunktura, obsługa rynku, zarządzanie i instrumenty prawno-ekonomiczne” – seminarium naukowe Zakładu Inwestycji i Nieruchomości
- kwiecień 2012 - Seminarium poświęcone tematyce strefy euro, zorganizowane przez Zakład Finansów i Rachunkowości
- styczeń-marzec 2012 - „Wielokulturowość w życiu metropolii na przykładzie Krakowa” – seminarium zorganizowane we współpracy z Fundacją Stradomskie Centrum Dialogu, cykl spotkań
- grudzień 2010-styczeń 2011 - „International Business” – seminarium w języku angielskim prowadzone przez dr Ruprechta von Heusingera, cykl spotkań
- wrzesień 2011 - „IT w praktyce gospodarczej i w edukacji” seminarium naukowe zorganizowane przez Zakład Informatyki
- czerwiec 2011 - „Aktualne problemy rynku nieruchomości i jego obsługi” – seminarium naukowe zorganizowane przez Zakład Inwestycji i Nieruchomości
- maj 2011 - III Ogólnopolska Studencka Konferencja Kół Naukowych „Problemy ekonomii i zarządzania”
- czerwiec 2010 - Ogólnopolska Konferencja Naukowa „Przedsiębiorczość w warunkach kryzysu gospodarczego” – pod patronatem honorowym Prezydenta Miasta Krakowa, prof. Jacka Majchrowskiego. Przewodniczącym Rady Naukowej Konferencji był prof. dr hab. Jan Czekaj
- kwiecień 2010 - II Ogólnopolska Studencka Konferencja Kół Naukowych „Problemy ekonomii i zarządzania”
- październik 2009 - III Krajowy Kongres Zarządców Nieruchomości pod patronatem Ministra Infrastruktury, przy współudziale m.in. Europejskiego Instytutu Nieruchomości w Warszawie, Instytutu Rozwoju Miast w Krakowie.
- styczeń 2009 - I Ogólnopolska Studencka Konferencja Kół Naukowych „Problemy ekonomii i zarządzania”
- maj 2008 - II Małopolska Konferencja „Zarządzanie Projektem”,
- kwiecień 2007 - I Małopolska Konferencja „Zarządzanie Projektem”
- czerwiec 2006 - ‘Business Ethics’ i ‘Practical Application of Internet Resources into Teaching Business English’ – warsztaty; organizowane wspólnie z Międzynarodowym Stowarzyszeniem Nauczycieli Języka Angielskiego IATEFL
- maj 2006 - „Bridging the Gap between Theory and Practice” – warsztaty szkoleniowe EALTA – European Association for Language Testing and Assessment, przygotowane we współpracy z Fundacją Roz-woju Systemu Edukacji programu unijnego Socrates
- październik 2005 - ’No Kidding – Integrating Language and Content with Young Learners’, intensywne seminarium metodyczne przeprowadzone we współpracy z DOS (Teacher Training Solutions), Socrates Lingua i British Council
- październik 2005 - ‘The Internet and the Language Classroom’ – warsztaty ICT, przygotowane wespół z Międzynarodowym Stowarzyszeniem Nauczycieli Języka Angielskiego IATEFL – International Association of Teachers of English as a Foreign Language
- wrzesień 2005 - „Can the transitional and development economies ever catch up?” – międzynarodowa konferencja naukowa
- sierpień 2005 - ‘CALL, WELL and TELL: Fostering Autonomy’ – międzynarodowa konferencja Eurocall – European Association for Computer-Assisted Language Learning – zorganizowana na terenie uczelni /pre-conference workshops/oraz na Kampusie Uniwersytetu Jagiellońskiego
- listopad 2004 - ‘Internet Technologies and e-Business: Development and Business Opportunities’ – seminarium organizowane w ramach Festiwalu Kultury Brytyjskiej ‘Crossroads for Ideas’ pod patronatem Ambasady Brytyjskiej i British Council
- listopad 2004 - „Czynniki determinujące konkurencyjność przedsiębiorstw w dobie integracji europejskiej” – ogólnopolska konferencja naukowa
- wrzesień 2004 - ‘ICT Workshop for EFL Teachers – ICT for Education and Teacher’s Professional Development’ – warsztaty metodyczno – informatyczne dla nauczycieli języka angielskiego
- marzec 2004 - Seminarium i warsztaty ICT dla trenerów British Council
- maj 2003 - „Szanse i zagrożenia dla przedsiębiorstw w dobie integracji europejskiej”, ogólnopolska konferencja naukowa

## Władze[18]
- Rektor: dr hab. Artur Kozłowski
- Kanclerz: Joanna Walendzis
- Wicekanclerz: mgr Monika Molas-Wołos
- Prorektor ds. współpracy międzynarodowej: dr Przemysław Stach
- Prorektor ds. organizacji i rozwoju uczelni: dr Anna Stolińska, prof. WSEI
- Prorektor ds. współpracy z biznesem: dr hab. inż. Piotr Szymczyk, prof. WSEI
- Dziekan: dr inż. Zbigniew Handzel, prof. WSEI

## Sukcesy wykładowców
Kadrę uczelnianą tworzą w większości praktycy. W gronie wykładowców na kierunku Projektowanie i Produkcja Gier znajduje się Krzysztof Krej - twórca gry House Flipper, której sprzedaż w pierwszej dobie pokryła całkowicie koszty, a w ciągu kolejnych trzech dni przychody przekroczyły je nawet dziewięciokrotnie.

## Jednostki uczelniane
Na terenie uczelni działają:
- Park Technologiczny - jednostka wspierająca w rozwoju projekty IT studentów oraz pracowników naukowych[21]
- Szkoła Programowania - organizator kursów przygotowujących do pracy w zawodzie programisty. Szkoła kładzie nacisk na zadania projektowane przez firmy partnerskie, oferujące zatrudnienie absolwentom Szkoły[22]
- Biuro Karier - pośrednictwo między studentami, absolwentami i firmami poszukującymi pracowników[23]
- Szkoła Języków Obcych[24]
- Instytut Kształcenia Menedżerskiego - organizator studiów podyplomowych[25]
- Biblioteka - liczy ok. 8000 woluminów książek[26]